# 卢州 (渤海国)
卢州，渤海国和辽朝的州。
在《辽史》的记载中，卢州被称做杉卢郡，下辖五县：山阳县、杉卢县、汉阳县、白岩县、霜岩县。辽朝时，改为卢州，玄德军，仅领一县：熊岳县，治所在今辽宁省盖州市西南熊岳城，三百户。在京东一百三十里。兵事属南女直汤河司。统县熊岳县，西至渤海十五里，傍海有熊岳山（今望儿山）。金朝废卢州存县，属盖州改，元朝废除熊岳县。